# Газонокосар (фільм)
«Газонокосар» (англ. The Lawnmower Man) — американський фантастичний фільм 1992 року режисера Бретта Леонарда. Цей фільм став першим художнім фільмом, який продемонстрував, що потужні комп'ютери незабаром дадуть можливість створити «комп'ютерну тривимірну реальність». Фільм показав наскільки ефективною може бути комп'ютерна графіка в сфері тренування військових тощо.

## Сюжет
Молодий талановитий учений Лоуренс працює над проектом збільшення розумової діяльності мавп, та використання їх в якості солдат спецназу США. Під час творчої кризи, він йде у відпустку і, перебуваючи в своєму будинку, Лоуренс звертає увагу на розумово неповноцінного «косаря газонів» Джоба. Лоуренс вирішує «зробити Джоба трохи більш розумним» і використовує для цього комп'ютерні ігри з елементами моделювання «тривимірної реальності», та з додаванням «ліків, які перед цим використовувалися для збільшення розумової активності у мавп» (це не наркотики, які, як відомо, навпаки пригнічують розумову діяльність).
Лоуренс залучає Джоба до ігр у віртуальній реальності, в тривимірному комп'ютерному світі. Несподівано розумові здібності вчорашнього недоумка починають стрімко зростати, довівши Джоба спочатку до рівня супергенія; а потім — до рівня бога, який здатен контролювати людей на відстані, здатен навіть змінювати гравітацію, начебто наша реальність є комп'ютерною грою, де можливо усе.
В хід експерименту таємно втручаються військові, і Джоб стає агресивним та жорстоким; зрештою він втрачає людську матеріальну оболонку та «перетікає» в комп'ютерну мережу; він перетворюється на «бога всередині всесвітньої комп'ютерної мережі», у якого виникли претензії на світове панування.

## У ролях
- Джефф Фейгі — Джоб Сміт
- Пірс Броснан — доктор Лоуренс Анджело
- Дженні Райт — Марні Берк
- Марк Брінґлсон — Себастьян Тіммс
- Джефрі Льюїс — Террі Маккін
- Джеремі Слейт — Френсіс Маккін
- Дін Норріс — Директор
- Коллін Коффі — Керолайн Анджело
- Джим Лендіс — Ед Волтс
- Трой Еванс — лейтенант Гудвін
- Розалі Майю — Карла Паркетт
- Остін О'Брайєн — Пітер Паркетт
- Майкл Ґреґорі — начальник служби безпеки
- Джо Гарт — патрульний Кулі
- Джон Лафлін — Джейк Сімпсон
- Рей Лайкінс — Гарольд Паркетт
- Майкл Вальверде — вартівник в день
- Дейл Рауль — Доллі
- Френк Коллісон — вартівник в ніч
- Джон Смарт — помічник
- Стефен Грегорі Фостер — Лечворт
- Даг Гатчісон — технік
- Денні Пірс — лисий охоронець
- Роджер Рук — старий охоронець
- Крейг Бентон — біле пальто
- Рендолл Фонтана — офіціант
- Мара Дуронслет — молода жінка клерк
- Дуейн Бірн — Лечворт Бадді